# Вільям Фіцджон

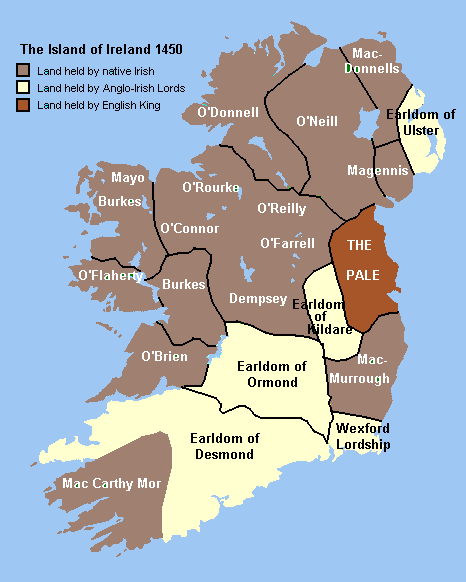
Ірландія в середні віки. Показані англійські володіння, володіння графів Ормонд та Фіцджеральд, володіння незалежних ірландських кланів та королівств.

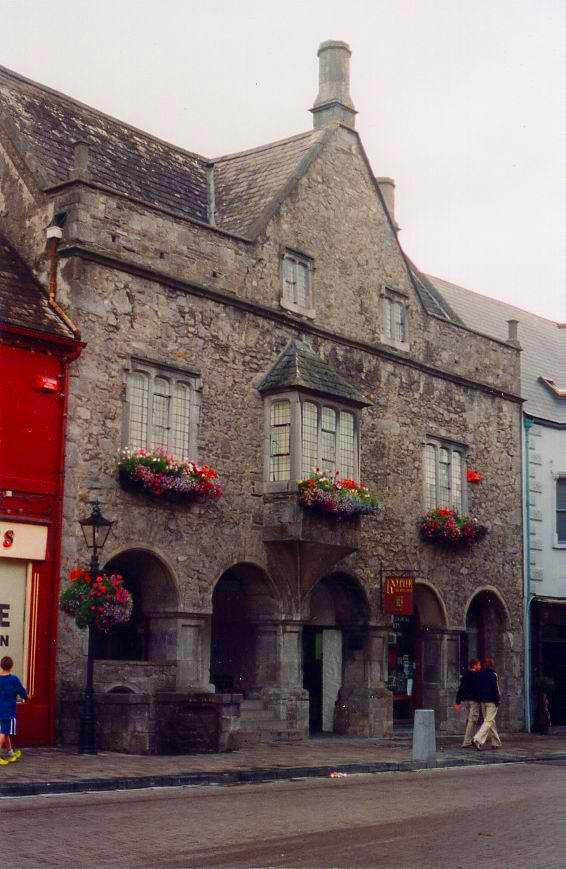
Рот-Хаус в графстві Кілкенні, Ірландія. Імовірно, Вільям Фіцджон був родичем впливової в Ірландії родини Рот.

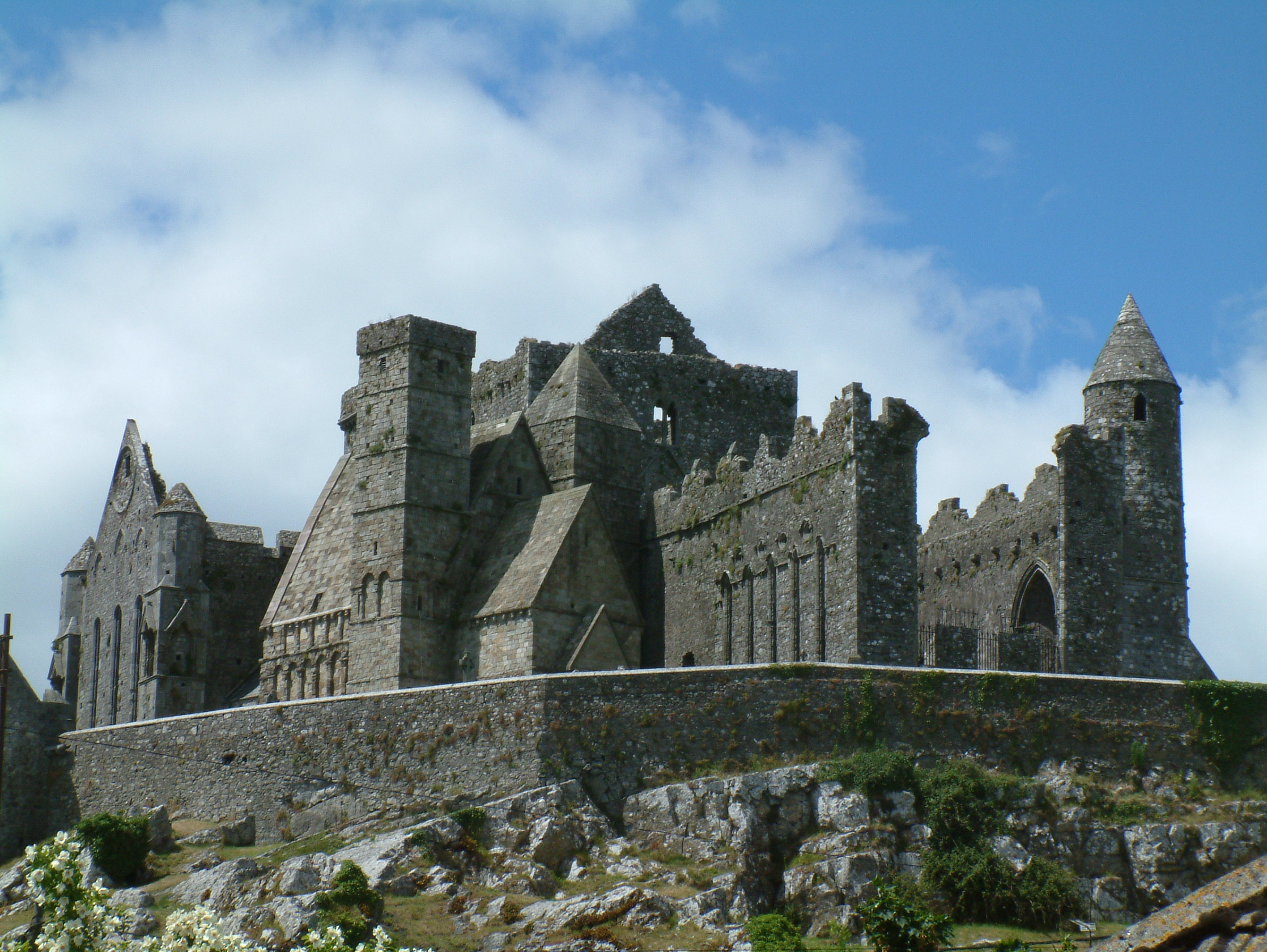
Замок і архієпископство в Кашелі, на Горі Королів.

Вільям Фітцджон (помер 15 вересня 1326) — відомий ірландський політик, суддя, юрист, священик, державний та церковний діяч XIV століття судячи по всьому нормандського походження, був провідним прелатом в Ірландії початку чотирнадцятого століття, єпископ Оссорі, архієпископ Кашела, лорд-канцлер Ірландії. Запам'ятався будівництвом навколо міста Кашела фортечних мурів. Його останні роки були важкими, оскільки він конфліктував як з англійською короною, так і з папою. Він постійно скаржився на свою бідність. Він зіткнувся з несправедливими звинуваченнями у корупції та аморальному способі життя.

## Життєпис

### Ранні роки
Щодо місця його народження дані суперечливі — одні історики вважали, що він народився в Англії, інші, шо в Кілкенні, Ірландія але мало що відомо про його життя до 1300 року. Вперше він з'явився в Ірландії як канонік собору Святого Кеніса в Кілкенні. Деякі джерела називають його Вільямом Фітцджоном Ротом: було припущено, що він був родичем видатної аристократичної родини Рот з Рот-Хаус, Кілкенні, Ірландія. У 1302 році престол єпископа в Оссорі став вакантним, і Вільям Фітцджон, якого дуже любило духовенство єпархії, був одностайно обраний єпископом Оссорі. У 1310 році він був присутній на сесії парламенту Ірландії, що відбулася в Кілкенні, де він і його колеги-єпископи постановили, що ченців ірландського походження не можна сповідувати (в ті часи в англійських володіннях в Ірландії ірландці вважалися людьми другого сорту).

### Єпископ Кашела
У 1317 році архієпископство Кашела стало вакантним, що спричинило запеклу боротьбу між трьома суперниками — претендентами на цю посаду. Кашел на той час був важливим для всієї Ірландії релігійним центром і ця посада була дуже престижною. Папа Іоанн XXII відмовився призначити будь-кого з них і призначив на цю посаду Вільяма Фіцджона. Король Англії та Ірландії Едуард II, хоча спочатку у нього був власний кандидат, схоже, підтримав вибір папою Вільяма Фіцджона, якого він знав і поважав, і навіть лобіював його на останніх етапах конкурсу. Король уже призначив Фітцджона одним із трьох єпископів, яких попросили скласти план реорганізації єпископської структури Церкви в Ірландії. Оскільки Вільям Фіцджон вже був архієпископом Кашела він практично автоматично був обраний лорд-канцлером Ірландії і займав цю посаду десь між 1318 і 1320 роками, а також короткочасно обіймав посаду лорд-заступника Ірландії в 1318 році.

### Пізні роки
Як архієпископа Кашеля його запам'ятали переважно за те, що він наглядав за будівництвом фортечного муру міста Кашел. Архієпископство сильно постраждало під час війни Едварда Брюса за незалежність Ірландії в 1315—1318 роках, і в результаті Вільям Фітцджон опинився в серйозних фінансових труднощах. У 1320 році король написав Папі листа з проханням звільнити архієпископа від сплати певних боргів у зв'язку з війною: «…він не отримав найменших прибутків від свого Престолу, але був змушений заборгувати своїм сусідам і друзям, не вистачало нічого, навіть необхідного». Щоб допомогти Вільяму Фітцджону фінансово, король призначив його Хранителем рукописів Ірландії (юридична посада) з прибутком 500 фунтів на рік (на той час величезні гроші).
Незабаром після цього відносини між королем і архієпископом зіпсувалися, і король поскаржився, що Вільям Фіцджон викрадав у нього бенефіції парафії Дунгарван і скерував їх для власних потреб. Його стосунки з Папою на той час також були поганими: до Ватикану надходили скарги, що він незаконно ув'язнив декана Клойн та капітул собору, а також роздав бенефіції єпархії Клойн своїм друзям. Можливо, через бідність, на яку він часто скаржився, він відмовився платити податки папському престолу і в результаті був відлучений від церкви.

### Характер
Вільям Фіцджон помер 15 вересня 1326 року, все ще перебуваючи під вироком про відлучення від церкви. Історик О'Фланаган описує його як людину великого впливу та влади, яку шанували духовенство та миряни його єпархії. Однак навряд чи він міг бути загальним улюбленцем, судячи з кількості скарг, зроблених протягом багатьох років щодо його жадібності, корупції та аморального способу життя; і його сварки з папством і королем (раніше його вірним другом) демонструють менш приємну сторону його характеру. Вважалося, що він накопичив велике багатство, але це виглядає малоймовірним з огляду на те, що король Едуард ІІ звернувся до Папи Римського від свого імені про бідність лише за шість років до його смерті, хоча його нібито привласнення бенефіцій Клойн вселяє певну довіру цієї до історії. Жахливі чутки про його приватне життя — зокрема, історія про те, що він народив чотирнадцять позашлюбних дочок, усіх з яких він одружив з дуже багатими людьми — які поширювалися в його останні роки, можливо, можна вважати зловмисними вигадками.